# توشيكازو سويا
توشيكازو سويا (باليابانية: 征矢 智和) (21 أكتوبر 1989 في طوكيو في اليابان – )؛ هو لاعب كرة قدم ياباني سابق كان يلعب كمهاجم.

## وصلات خارجية
- توشيكازو سويا على موقع رابطة كرة القدم اليابانية للمحترفين (اليابانية)
- توشيكازو سويا على موقع قاعدة بيانات كرة القدم.إي يو (الإنجليزية)
- توشيكازو سويا على موقع Soccerway.com (الإنجليزية)